# Дзимистаришвили, Мамука Тенгизович
Мамука Тенгизович Дзимистаришвили (род. 26 января 1983, Батуми) — российский футболист, заслуженный мастер спорта России, паралимпийский чемпион Сиднея (2000), серебряный призёр паралимпийских игр в Пекине (2008), многократный призёр чемпионатов Европы и мира по футболу. Обладатель Национальной спортивной премии «ГРОСС» 2003 года. Награждён орденом «За заслуги перед Отечеством» I степени. Лучший футболист мира 2000 года по версии CP-ISRA.
Мамука Дзимистаришвили — воспитанник батумского футбола, с 1999 года играет в клубе «Лев Чёрной — Олимпия», выступает так же за команду ЛФЛ -КАИТ 2. Мамука — автор трёх забитых мячей в ворота сборной Украины в финале паралимпийских игр 2000 года, в котором сборная России победила со счетом 3-2.

## Награды
- Медаль ордена «За заслуги перед Отечеством» II степени (6 апреля 2002) — За большой вклад в развитие физической культуры и спорта, высокие спортивные достижения на XI Паралимпийских играх 2000 года в Сиднее.[1][2]
- Медаль ордена «За заслуги перед Отечеством» I степени (30 сентября 2009) — за большой вклад в развитие физической культуры и спорта, высокие спортивные достижения на XIII Паралимпийских играх 2008 года в Пекине.[3][4]
- Заслуженный мастер спорта России (2000).